# Dikobraz filipínský
Dikobraz filipínský (Hystrix pumila), také zvaný dikobraz palawanský či osinák filipínský, je hlodavec patřící mezi nejmenší druhy dikobrazů. Dosahuje délky těla do 67 cm, ocasu do 19 cm a váhy do 5,5 kg. Pro srovnání: dikobraz srstnatonosý váží až 27 kg.
Jedná se o endemický druh. Vyskytuje se pouze na filipínském ostrově Palawan (a menších ostrůvcích v jeho okolí: Busuanga, Calauit a Coron), od čehož je také odvozen jeho název. Žije jak v nížinných, tak horských tropických lesích. Nejčastěji pobývá v norách, pod kořeny, v dutinách skal apod.
Ohrožení je způsobeno zejména ubýváním přirozeného prostředí tohoto druhu, tedy kácením pralesů. Jeho stavy ubývají také v důsledku lovu.
Živí se rostlinnou potravou (listy, plody, kořínky). Při jejím hledání urazí tento dikobraz až 16 kilometrů během jedné noci.
Po březosti v délce přibližně 100 dní se rodí jedno až dvě mláďata.

## Chov v zoo
Chov v zoo je výjimečnou záležitostí. V Evropě jej na počátku roku 2018 chovaly tři zoologické zahrady: Zoo Asson ve Francii a Zoo Plzeň a Zoo Praha v Česku. V průběhu roku 2018 přibyla německá Zoo Neunkirchen v Sársku, kam byly zaslány odchovy ze Zoo Praha. Od roku 2019 je chován rovněž v Zoo Jihlava a od srpna 2020 je také v Zoo Liberec, kam byl zaslán jedinec (samec) ze Zoo Praha. V létě 2020 tak byl tento druh v šesti zoo Evropy, z toho čtyřech českých.

### Chov v Zoo Praha
První jedinci tohoto druhu byli do Zoo Praha dopraveni v roce 2015 z francouzské Zoo Asson. V roce 2016 byli představeni veřejnosti v upravené expozici po kančilech.
Odchovy se podařily již v šesti termínech: v říjnu 2016, červnu 2017, listopadu 2017, květnu 2018, prosinci 2018 a květnu 2019.
Na konci roku 2019 bylo chováno 6 jedinců.

Druh je umístěn v horní části pavilonu Indonéská džungle.

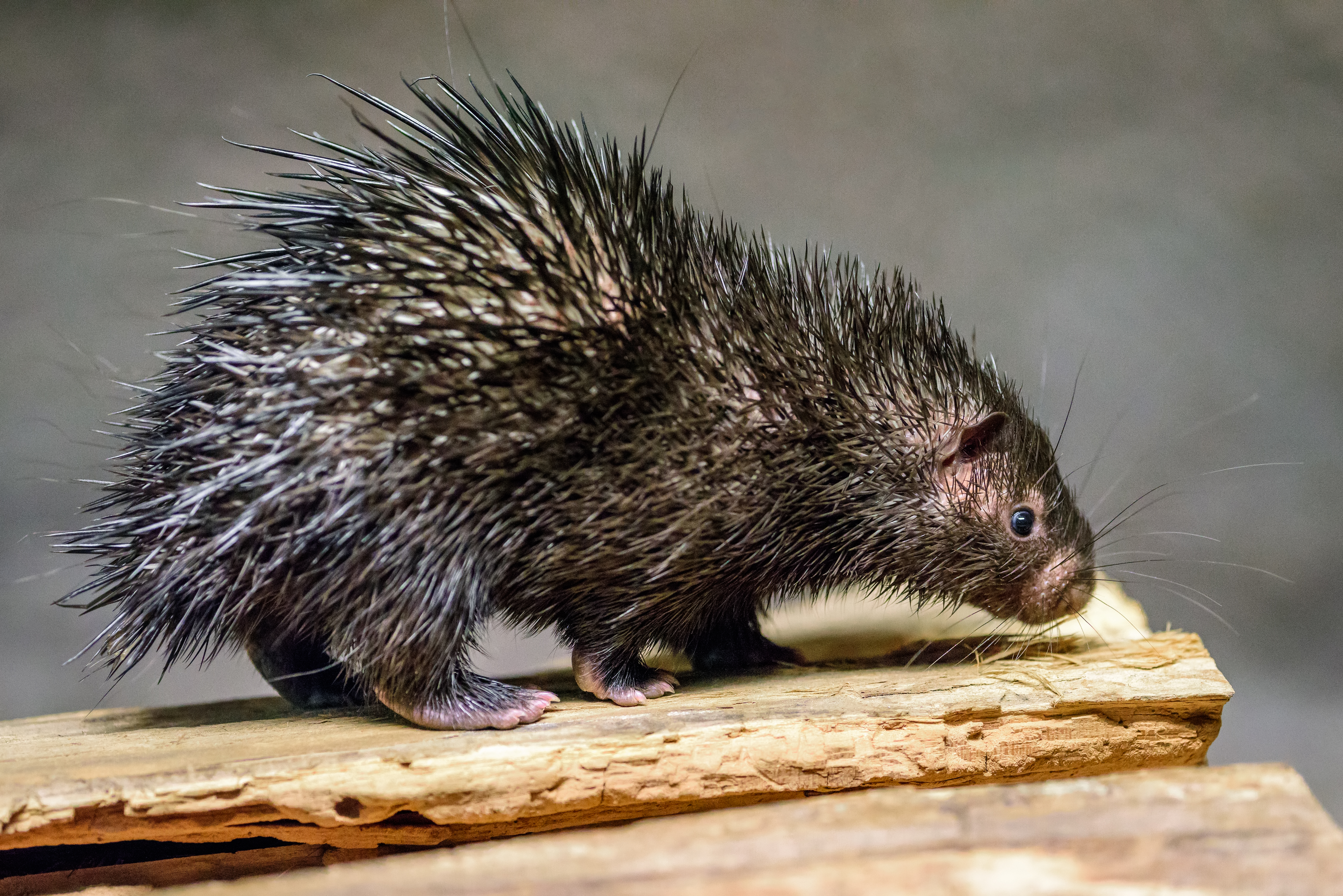
Mládě dikobraza filipínského (palawanského) v Zoo Praha
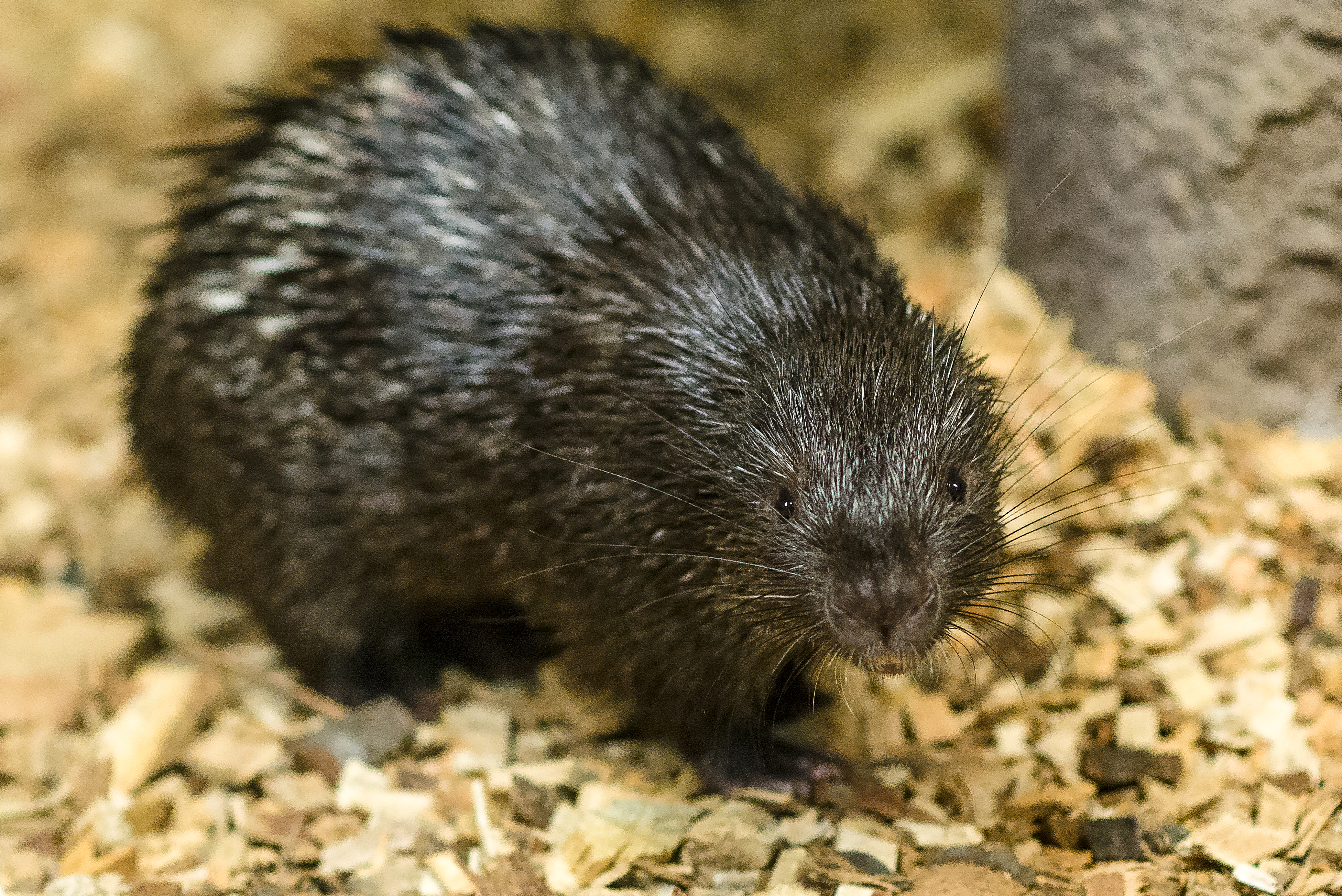